# SS Meteor
Le SS Meteor est un ancien cargo américain et seul navire survivant de conception whaleback (« dos de baleine ») qui fut créée par le capitaine écossais Alexander McDougall (en) pour naviguer sur les Grands Lacs. Cette conception permettait le transport d'un maximum de cargaison avec un minimum de tirant d'eau. Le cargo a été construit en 1896 à Superior, ville portuaire du nord-ouest du Wisconsin, sur le lac Supérieur, et, avec un certain nombre de modifications, a navigué jusqu'en 1969. Il est maintenant un navire musée dans sa ville natale.

## Historique
Meteor a été construit par l'American Ship Building Company à Superior, à l'été 1896 sous le nom de Frank Rockefeller ; numéro 36 des 44 whalebacks construits entre 1888 et 1898. Les notes de frais de McDougall indiquaient que le coût de construction du Frank Rockefeller était de 181.573,38 $.
Il a été construit pour la flotte ASB (American Steel Barge Company) et a rejoint leurs barges et bateaux à vapeur dans le transport du minerai de fer des ports du lac Supérieur jusqu'aux aciéries du lac Érié et du charbon remontant les lacs. Il transportait également des charges de grain et il remorquait souvent une ou plusieurs barges de la compagnie pour augmenter sa capacité de transport.
En 1900, avec le reste de la flotte ASB, il est vendu à la Bessemer Steamship Company. Un an plus tard, il a de nouveau changé de mains avec l'ensemble de la flotte Bessemer lorsqu'elle s'est jointe à 7 autres flottes pour former l'énorme Pittsburgh Steamship Company (en) de 112 bateaux. Il s'échoua au large de l'Isle Royale le 2 novembre 1905 après s'être perdu dans une tempête de neige, avec de nombreux dommages. Finalement réparé et remis en service, il a navigué en tant que "Tin Stacker" (ainsi appelé à cause des cheminées peintes en argent) jusqu'en 1927.
Cette année-là, il a été vendu pour être utilisé comme drague à sable et rebaptisé South Park. En tant que drague, il a été utilisé pour obtenir du remblai pour le site de l'Exposition universelle de 1893 à Chicago en 1933. En 1936, il a à nouveau changé de mains et est devenu un transporteur d'automobiles. Il a navigué pendant plusieurs années sous cette nouvelle apparence, transportant de nouvelles voitures de Detroit, Milwaukee et Kewaunee jusqu'en 1942. Il a fait naufrage au large de Manistique cette année-là. À cause de la forte demande de tonnage pendant la Seconde Guerre mondiale, il n'a pas été mis au rebut et il a été vendu à la Cleveland Tanker Company et converti en navire-citerne. C'est à cette époque qu'il a pris le nom de Meteor, car la Cleveland Tanker nommait leurs navires d'après des corps célestes. En tant que pétrolier, il a transporté de l'essence et d'autres liquides pendant plus de 25 ans.
En 1969, Meteor était le dernier des whalebacks d'origine, mais cette saison-là, il s'est échoué sur Gull Island Shoal au large de Marquette dans le Michigan. La Cleveland Tanker Company a choisi de ne pas réparer le navire de 73 ans parce que Meteor était un pétrolier à simple coque et à cause des graves dommages causés à celle-ci. Parce que Meteor était le dernier whaleback survivant, il a été acheté, réparé et emmené à Superior, Wisconsin en 1971 pour être utilisée comme navire-musée. Il est amarré à Barkers Island où il se trouve encore aujourd'hui.
En raison de son état, en 2004, il a été nommé l'une des 10 propriétés historiques les plus menacées par le Wisconsin Trust for Historic Preservation. En 2016, la restauration avait progressé et de nombreuses parties du navire étaient en excellent état.

## Préservation
En 2001, la Great Lakes Shipwreck Preservation Society (GLSPS), la Wisconsin Underwater Archaeology Association (WUAA), la Lake Superior Maritime Museum Association (LSMMA) et les Superior Public Museums (SPM) ont lancé le projet de préservation et de stabilisation du SS Meteor. Pendant un week-end d'avril, des volontaires se réunissent pour travailler sur le navire En 2015, 40 bénévoles ont participé et effectué diverses tâches, dont la peinture et le nettoyage de l'aire d'exposition.

## Galerie

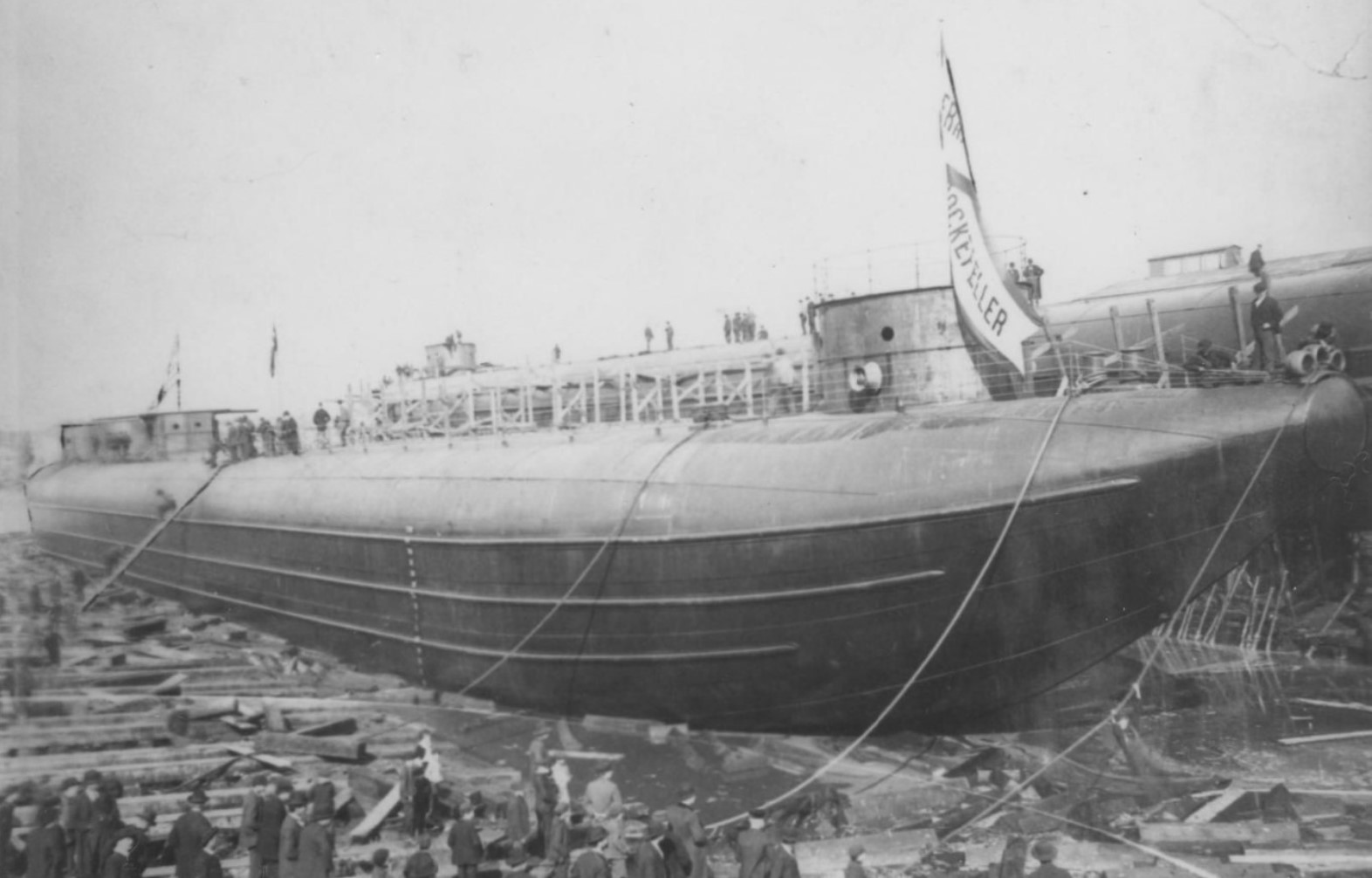
Franck Rockefeller en 1896
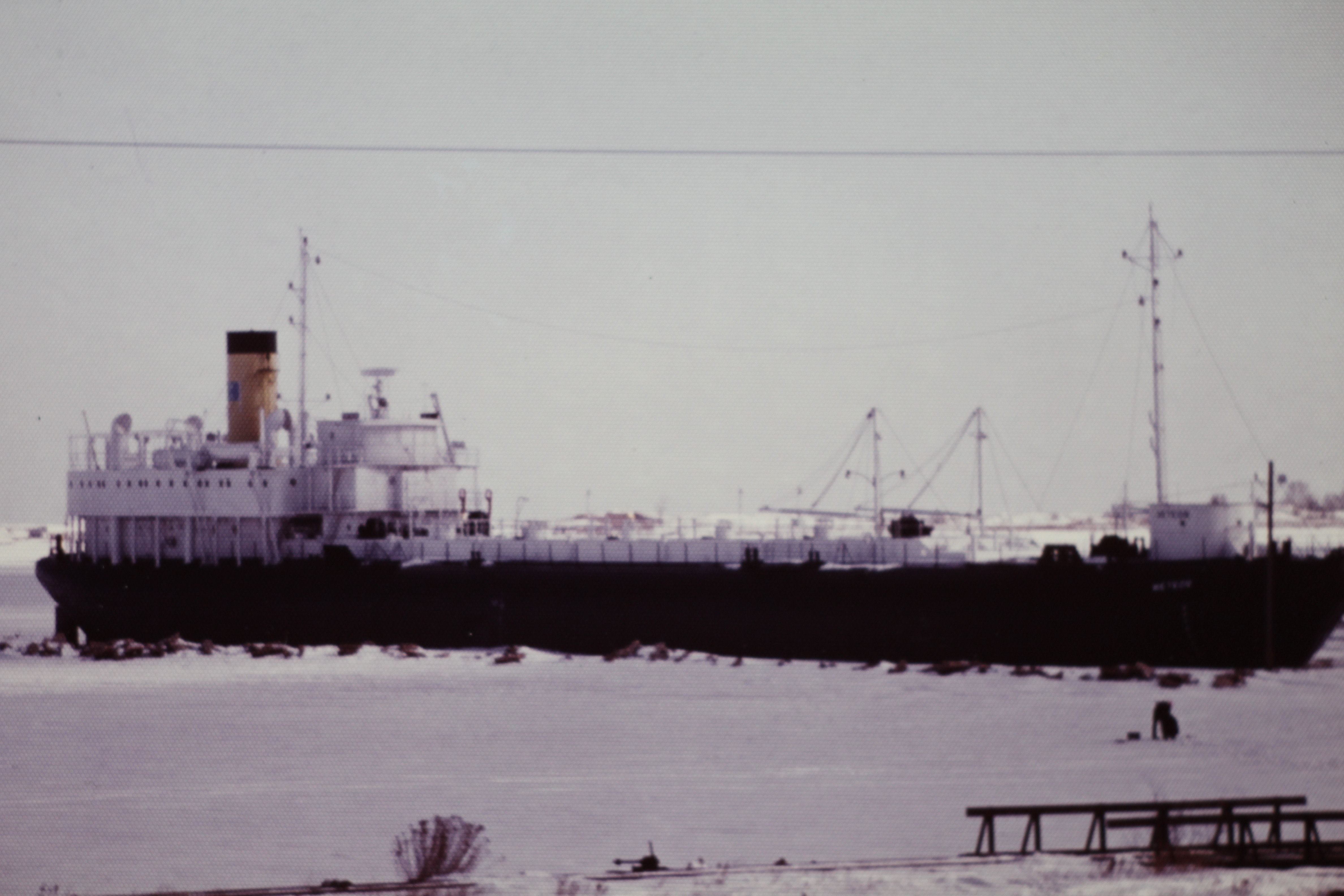
SS Meteor en 2011
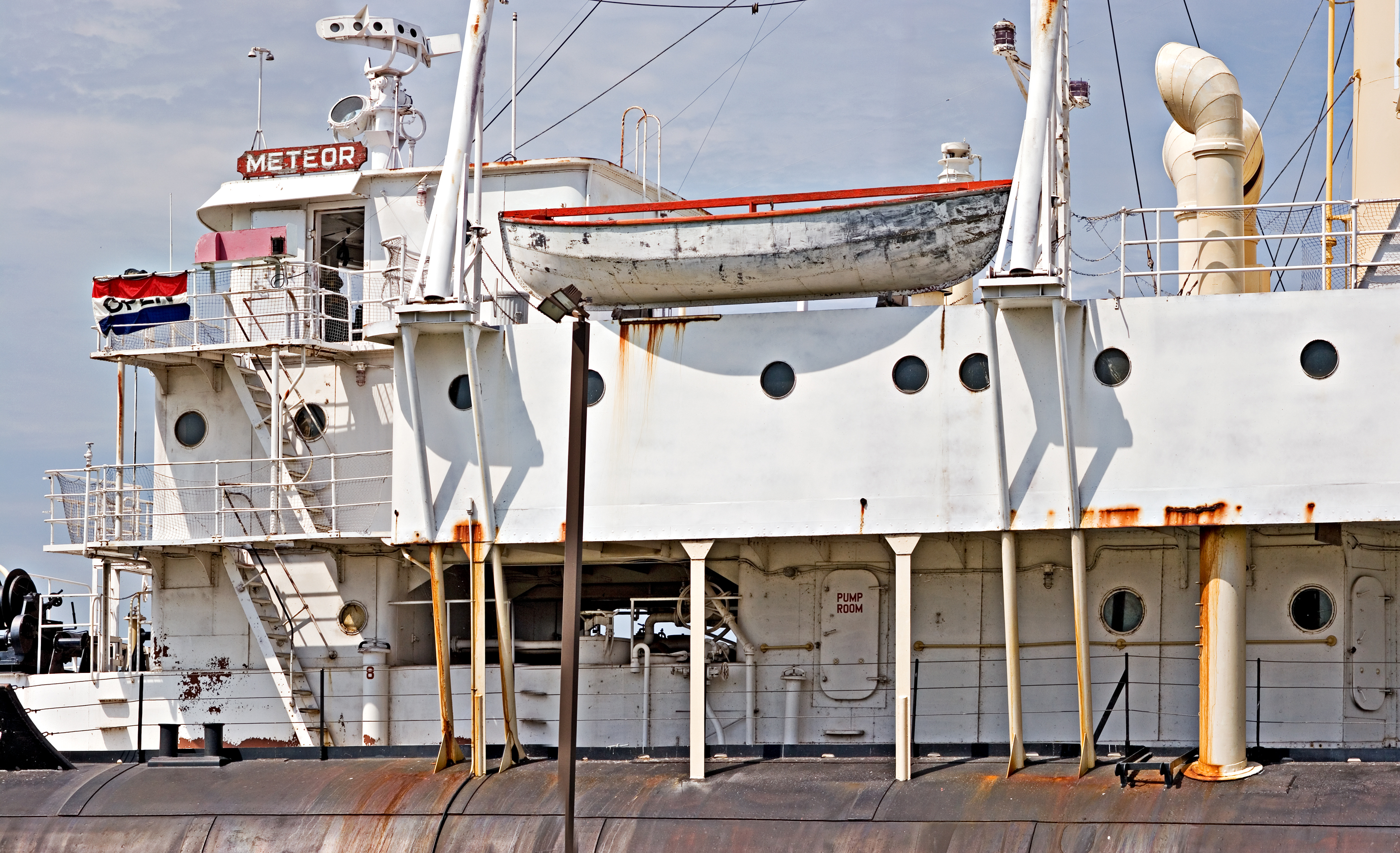